# Старость

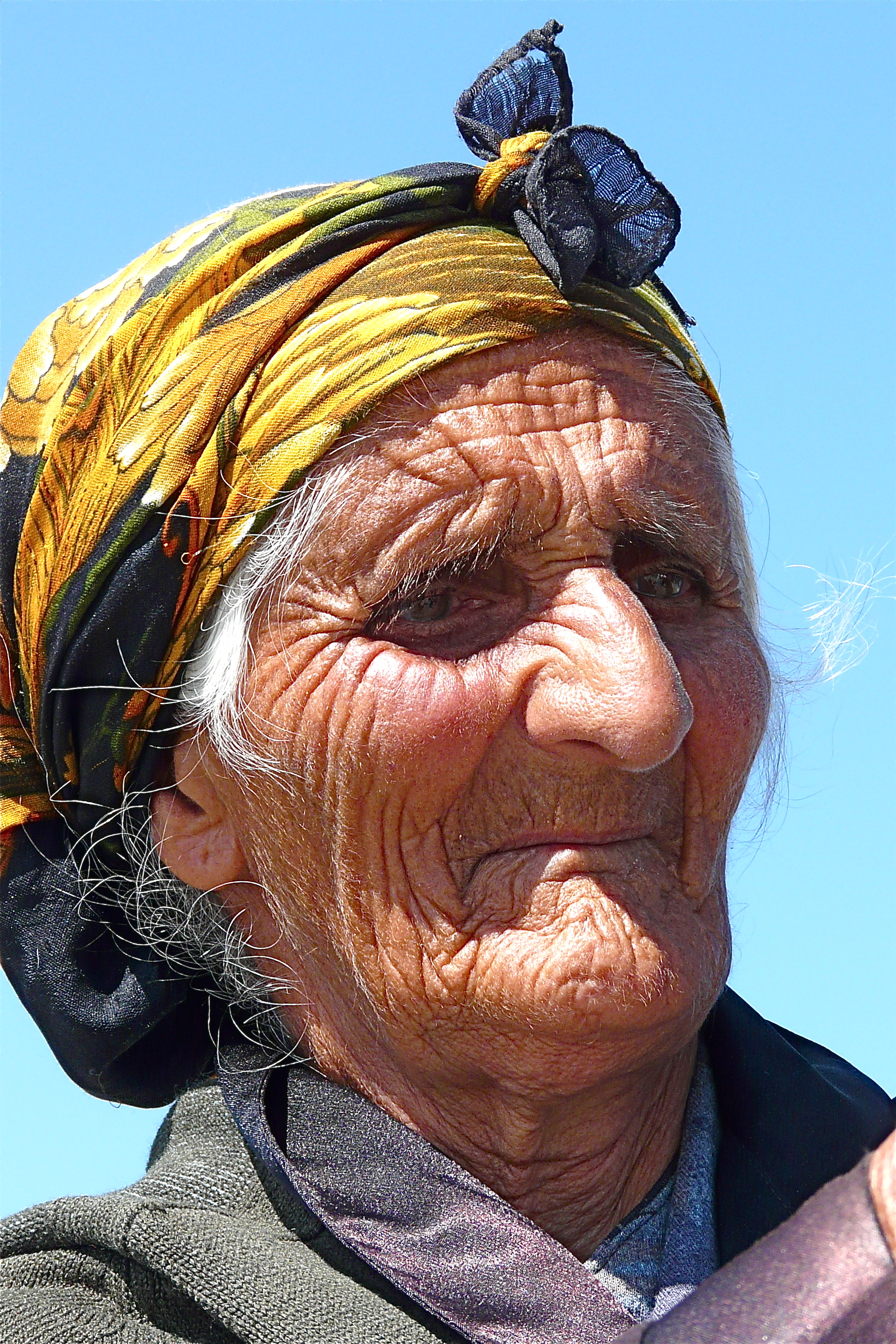
Армянка из Норатуса

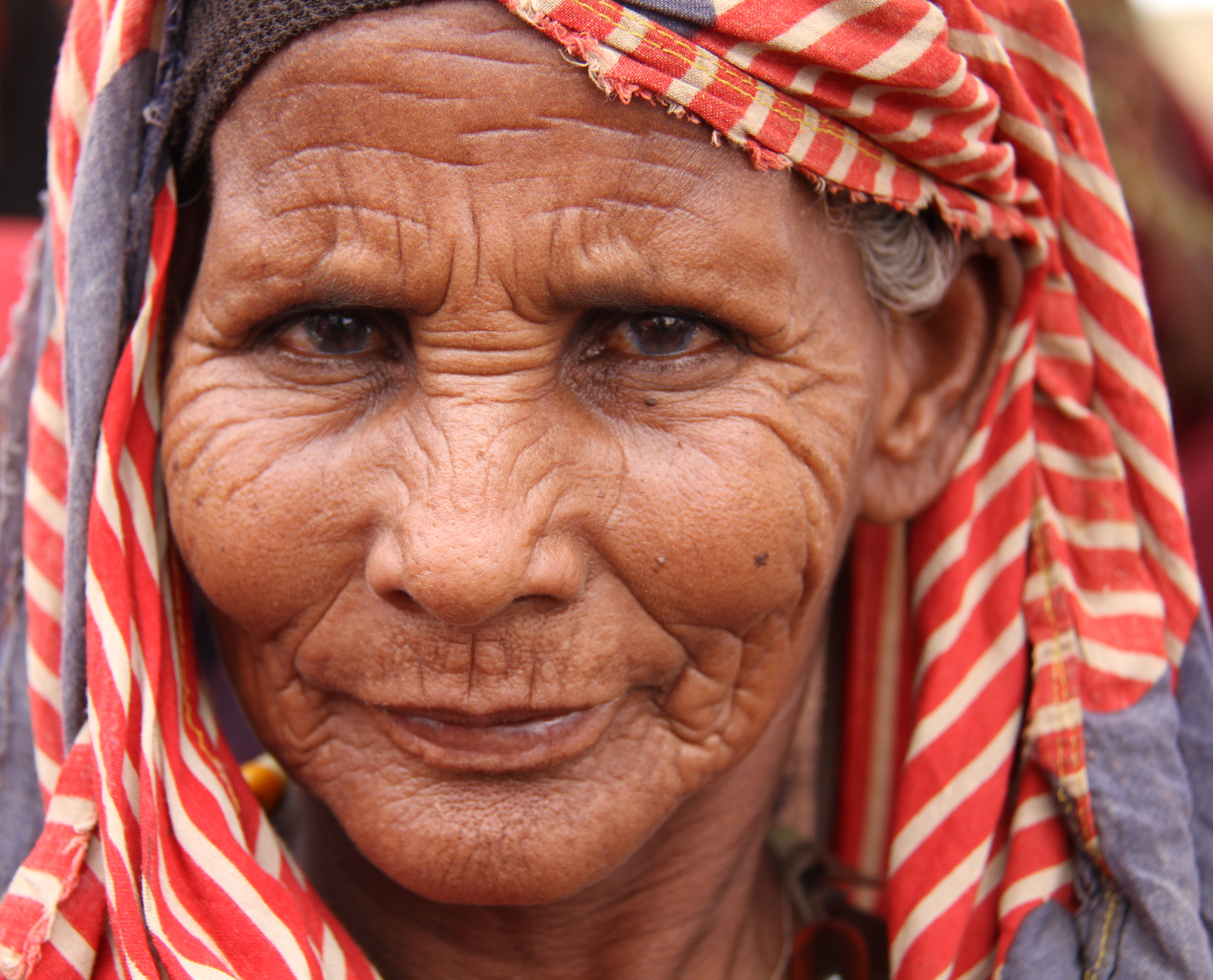
Пожилая сомалийка

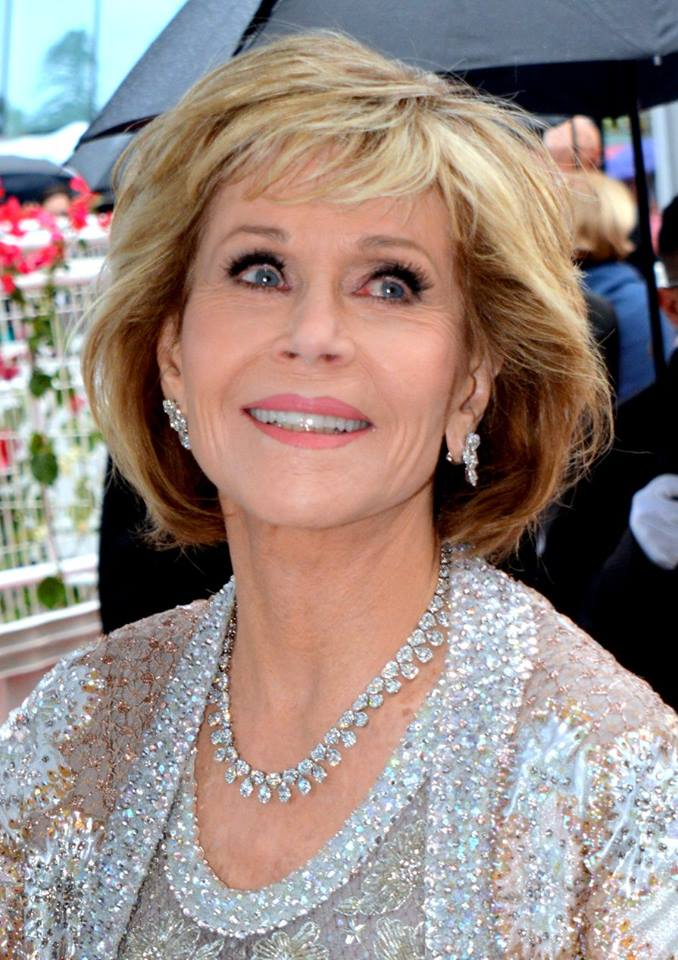
в современном мире люди могут выглядеть молодо и в старости Джейн Фонда, 2018 год, 81 год

Ста́рость — период жизни человека от утраты способности организма к продолжению рода до смерти. Часто характеризуется ухудшением здоровья, умственных способностей, угасанием функций организма. Некоторые возрастные классификации делят на несколько более коротких периодов жизни человека: пожилой возраст, преклонный возраст и старческий возраст (долгожительство)[уточнить], согласно другим — пожилой возраст не рассматривается как часть старости, которая наступает в 75-76 лет.

## Определения

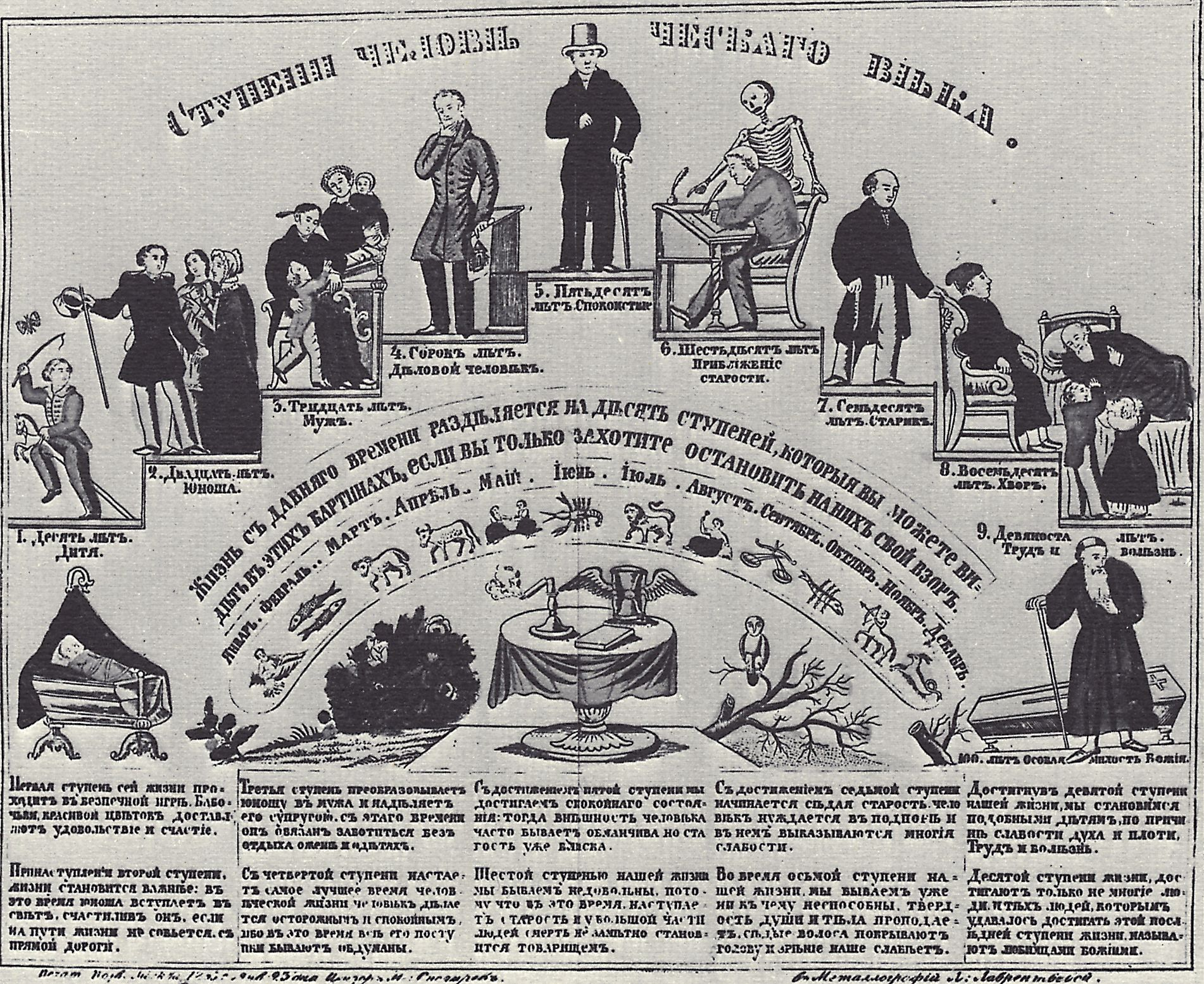
«Ступени человеческого века», 1-я половина XIX века

Термин «старость» нельзя определить точно, так как в разных обществах этот термин имеет разные значения. Во многих частях света люди считаются старыми из-за изменений в их активности и социальной роли, например, когда у людей рождаются внуки или правнуки, появляется возрастная дальнозоркость (возможна катаракта), седые волосы, морщины, выпадают зубы (пародонтит), человек вынужден носить зубные протезы, у женщин менопауза, которая наступает приблизительно в 50 лет, ухудшается слух (слуховой аппарат), появляются артроз, артрит (человек может ходить только с тростью или ходунками).
С точки зрения медицины старость начинается, когда в организме начинают происходить необратимые изменения, так называемая биологическая старость, которая часто начинается в так называемом среднем возрасте. С точки зрения экономики старость можно отсчитывать с наступлением пенсионного возраста, который повышается во многих странах мира до 65-67 лет.
ООН относит к пожилым людей старше 65 лет, Всемирная организация здравоохранения — старше 60.
Всемирная организация здравоохранения делит старость на три этапа: 60-75 лет — пожилой возраст, ранняя старость; 75-90 лет — преклонный возраст, поздняя старость; старше 90 лет — старческий возраст, долгожительство.
Социальные, психологические и биологические аспекты старения, его причины и способы борьбы с ним изучает наука геронтология; частный раздел геронтологии, посвящённый особенностям лечения и предупреждения болезней в старческом возрасте, называется гериатрией.

### Пенсионный возраст
В этот период жизни люди, работающие по найму имеют право уходить на пенсию; пенсионный возраст варьируется между странами в диапазоне от 55 до 67 лет для женщин и от 58 до 67 лет для мужчин; есть также работающие пенсионеры.
В Российской Федерации идёт повышение пенсионного возраста с 2019 года для женщин — с 55 лет до 60 лет, мужчин — с 60 лет до 65 лет к 2028 году, социальная пенсия к 2028 году для мужчин будет выдаваться с 70 лет, а женщинам с 65 лет, если не будет хватать стажа.
Пенсионный возраст в Дании будет повышен до 70 лет к 2040 году, в связи с повышением продолжительности жизни.

## История
В древние века возраст 30-40 лет был началом старости (после которого жить оставалось лет 5-10), а в средние этот возраст сдвинулся до 40-50 лет. В 19-20 веке старость отодвинулась к 60-70 годам..
Другие учёные считают, что в древние времена была большая детская смертность, войны и болезни, и из-за этого средняя продолжительность жизни была небольшая, но были люди, которые доживали до старости, и даже до 100 лет и более.

### Ацтеки
Мировоззрение ацтеков в отношении старости было высказано в пиктографическом «Кодексе Риос» (итальянское издание с комментариями):

Были и есть люди любители метафор, как в словах, так и в делах, для того, чтобы объяснить, что такое возраст они рисовали гору. Те люди, кому от 40 до 60 лет начинают спускаться с горы, и начинают ходить сгорбленными, до тех пор, пока не найдут палку, чтобы поддерживать себя, возвращаясь, как-бы к младенческому возрасту. Когда они не теряли свой рассудок, их называли шапотека капагехе (sciapoteca capagehe), что значит «народная стража», или «истинные правители», и они были в большом почёте. От этого обычая должен устыдиться наш европейский народ, так как в стране, где старики-варвары были в таком почёте, старики-христиане презираемы, так, что некоторые говорят, что достигая 60 лет, они не имеют рассудка, и что поэтому они не должны доживать до этого возраста. И надо бояться тем, кто говорит это, которым Святой Дух отбирает разум. Горе народу, где нет стариков!— Цит. по: Теллериано-Ременсис, 2013

### Древний Египет
В искусстве Древнего Египта женщины практически всегда изображены идеализированно — молодыми и привлекательными, тогда как мужчины представлялись в молодом и пожилом возрасте, реалистично или идеализированно.

## Понятие «третьего возраста»

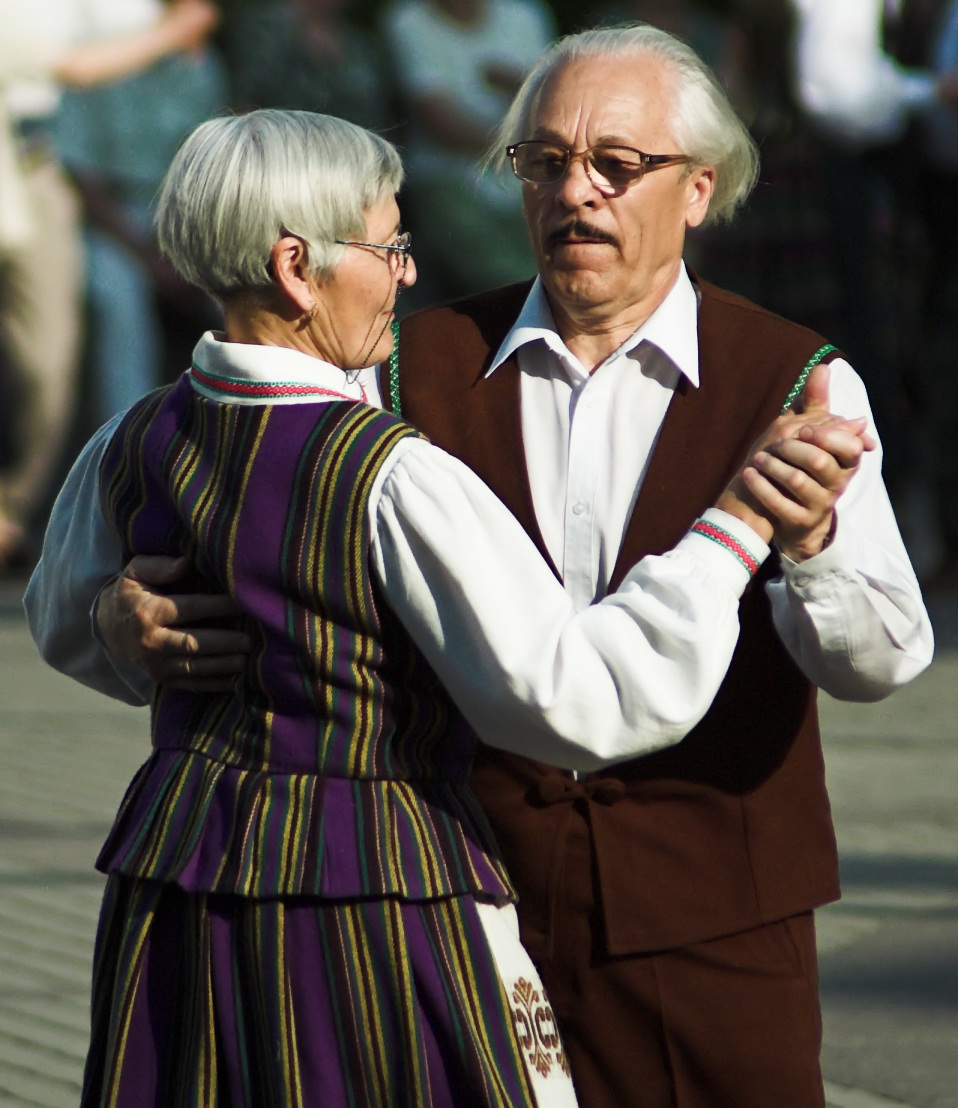
Пожилая пара танцоров

Как отмечает директор Российского геронтологического научно-клинического центра, академик РАМН Владимир Шабалин: 
Обычно людей пугает не сама старость, а немощность. Но если человек не испытывает такого состояния, то и в пожилом возрасте находятся свои плюсы: «Пожилой человек получает свободное время, независимость, возможность заниматься творчеством. Гёте говорил, что старость — это золотая жатва. Микеланджело работал в 88 лет. Лев Толстой (82 года), Репин (86 лет), Айвазовский (82 года). Главное иметь постоянную нагрузку. Ведь, когда спортсмены уходят из спорта, нагрузка прекращается и мышцы дряблеют. Также и мозг, если ему не давать нагрузку, человек деградирует»
.

## Увеличение доли пожилых людей в мире

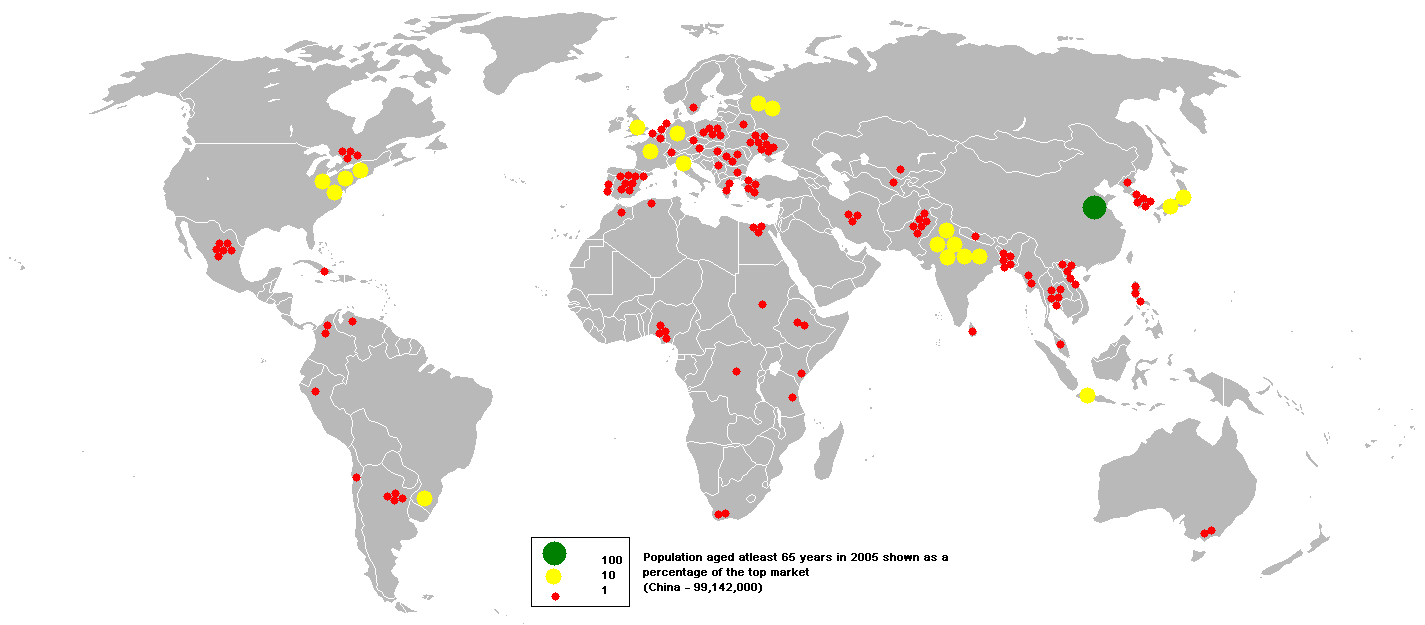
Доля населения в возрасте 65 лет и старше в различных странах в 2005 году

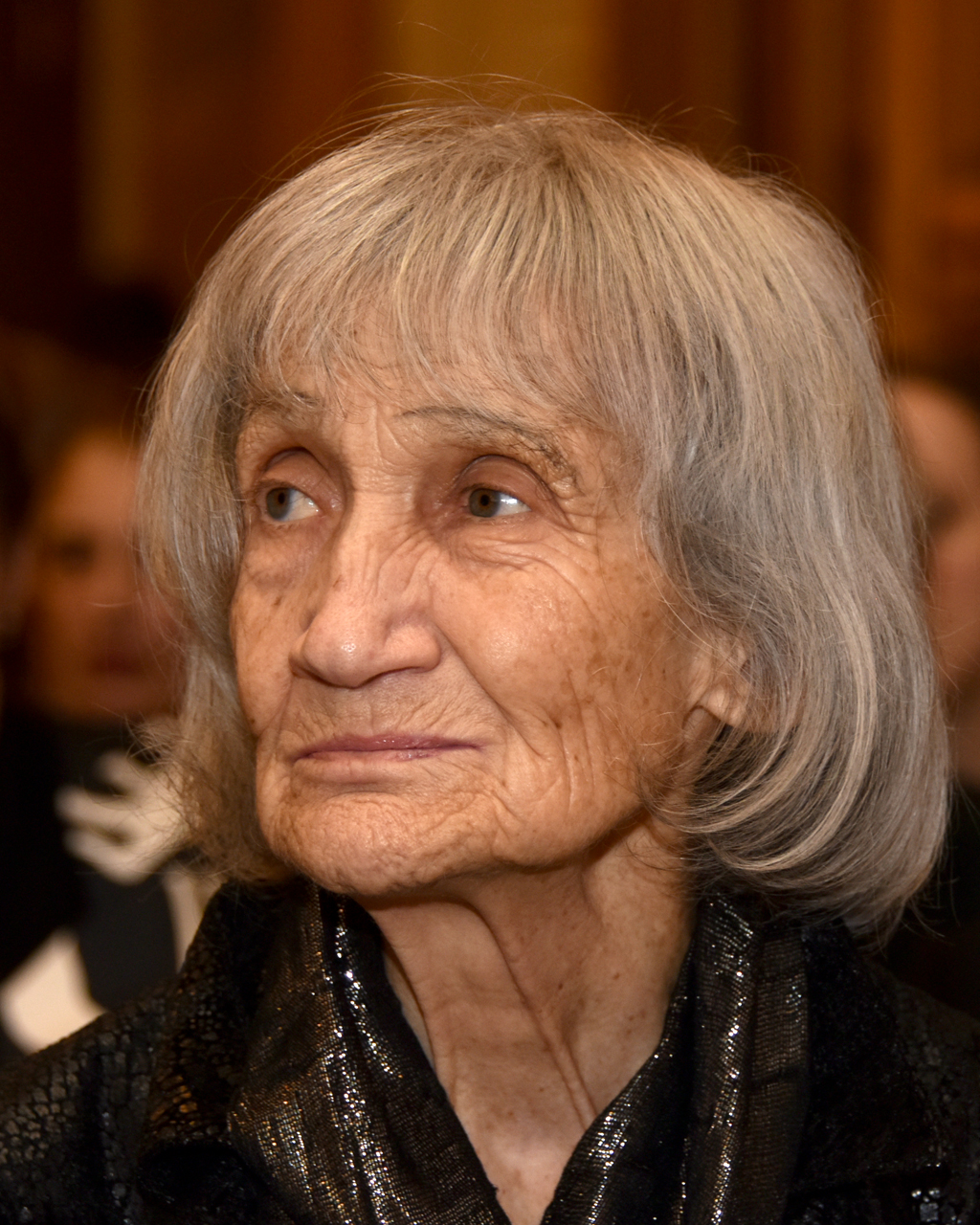
Квета Пацовска в 2019 году (90 лет)

В последние годы растёт количество пожилых людей во многих странах мира, потому что уменьшилась детская смертность, появились антибиотики и другие лекарства, прививки от смертельных заболеваний, появились противоядия от многих ядов, улучшилась гигиена, хирургические операции спасают больных: кардиостимуляторы, гемодиализ, переливание крови, пересадка органов… Каски и бронежилеты спасают от смерти полицейских и солдат и других людей при вооружённых конфликтах. Ремни безопасности, подушки безопасности подголовники, мотошлемы и велошлемы уменьшили количество смертей на дорогах, а также соблюдение правил дорожного движения. Спасательные жилеты и круги помогли не утонуть людям при наводнениях и кораблекрушениях, огнетушители и противогазы помогли людям выжить при пожарах, соблюдение техники безопасности, защитные каски на производстве и в строительстве спасают людей от смертельных случаев и т. д. 
По оценкам ООН, динамика население мира в возрасте 60 лет и старше во второй половине XX и начале XXI следующая: в 1950 году их было 205 млн человек, в 2000 году их насчитывалось 600 миллионов человек, в 2009 году их количество превысило 737 миллионов человек.
В 2009 году удельный вес населения 60 лет и старше в среднем по миру составлял 10,8 %. Он был наименьшим в Катаре и ОАЭ (1,9 %), а наибольшим — в Японии (29,7 %).
В 2019 году количество людей старше 65 лет было 705 млн людей, а детей младше пяти лет было 680 млн, что связано с уменьшением рождаемости во многих странах.
В 2019 году количество людей старше 80 лет было 143 миллиона, а людей старше 100 лет было 533 000 человек, а в 2000 году их было около 151 000 человек.
В 2021 году количество людей старше 60 лет превысило миллиард.
По состоянию на 1 октября 2021 года доля населения Японии в возрасте 65 лет и старше составляла 29,1 %, в возрасте 75 лет и старше — 15 %, в возрасте 85 лет и старше — 5,2 %.
Старение общества — серьёзная экономическая проблема. Согласно прогнозам ООН, к 2050 году 22 % населения земли будет пенсионерами, а в развитых странах на каждого работающего гражданина будет приходиться по пенсионеру, это связано и с низкой рождаемостью, к 2050 году количество пенсионеров превысит 2 миллиарда человек
Старение общества неизбежно ждёт все развитые страны, а чуть позднее — и развивающиеся.
Эта проблема требует комплексного подхода — социального, экономического и технологического. Развитие медицины позволяет надеяться, что возраст «активной старости», то есть состояния, когда пожилой человек может вести полноценную жизнь, будет неуклонно повышаться. Автоматизация производства позволяет работать пожилым людям с ухудшающимся физическим состоянием. Сокращение рабочего дня для пожилых людей, больше перерывов в работе, измерение давления перед работой и во время работы, предоставление более длительного отпуска, проявление уважения к пожилым людям на работе. Во многих сферах возможна удалённая работа, которая подходит пожилым людям, не исключено дальнейшее повышение пенсионного возраста..

### В России
В России в 2022 году количество пенсионеров было 41,78 млн человек. В России не предпринимается каких-либо специальных мер для поддержания активного и здорового долголетия у россиян. Принятая в феврале 2016 года «Стратегия действий в интересах старшего поколения» в Российской федерации до 2025 года не содержит конкретных мероприятий, направленных на активное долголетие и развитие медицинской помощи пожилым людям. Более того, в России высказываются и другие идеи, такие как, например, сделать более усложнённым доступ пожилых людей к врачу — только через медсестру или фельдшера.
По данным Росстата, в 2015 году по сравнению с 2011 годом на четверть (26,3 %) сократилось ежегодное число посещений врача пожилыми людьми. Одновременно с этим число госпитализаций среди них выросло на 7,5 %. С учётом роста доли лиц старше трудоспособного возраста (с 20 до 24 % за период с 2005 по 2015 год), это говорит о снижении доступности для них первичной медпомощи.

#### Пенсионеры 80 лет и старше
В России в 2012 году было 4,2 миллиона человек старше 80 лет.
По данным ВОЗ, в России с 1990 по 2013 год срок дожития людей после 60 уменьшился с 18 лет до 17. Во всем мире другая тенденция — сроки дожития людей после 60 растут.
Средняя продолжительность жизни в России на 2017 год составляет 72 года и сильно различается от региона к региону, разница составляет 16 лет.
Есть регионы, перешагнувшие порог в 80 лет (в том числе Ингушетия, вплотную к этому порогу подошла Москва), 10 регионов смогли преодолеть порог в 75 лет. Более 20 субъектов РФ оказываются ниже значения в 70 лет.
Пенсионеры старше 80 лет в России получат прибавку к пенсии с 2025 года.

### В Украине
В Украине с 2020 года выплачивается надбавка к пенсии для пенсионеров старше 80 лет, а с 2022 года надбавка выплачивается и пенсионерам с 70 лет, в 75 лет надбавку увеличивают, а потом в 80 лет.

## Причины смерти в пожилом возрасте

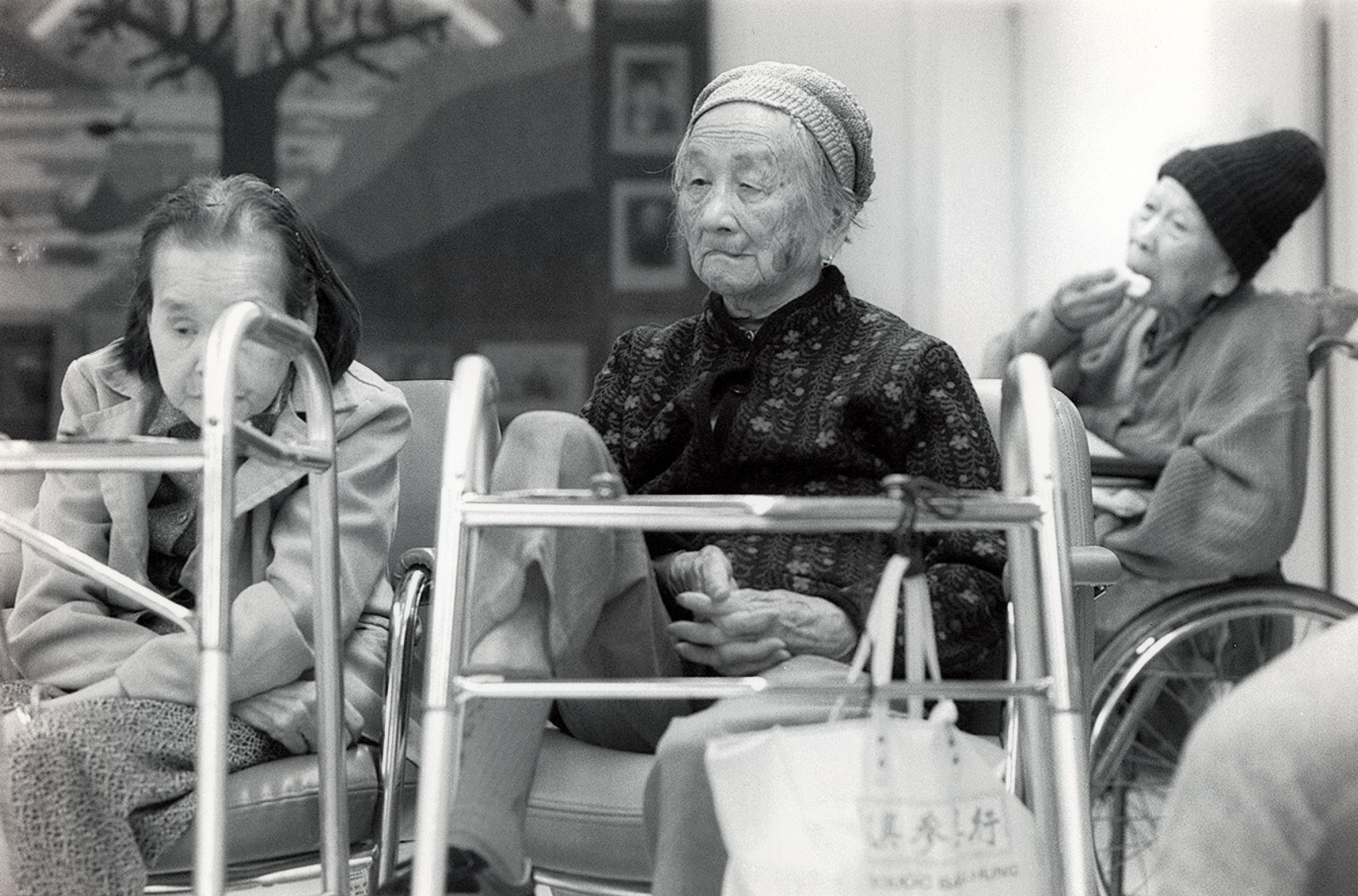
Пожилые женщины с ходунками и в инвалидном кресле

Сердечно-сосудистые заболевания, инфаркт, инсульт, онкология, перелом шейки бедра, болезнь Альцгеймера, болезнь Паркинсона, сахарный диабет, тромбоэмболия лёгочной артерии и другие болезни, бывает, что у одного пожилого человека несколько хронических заболеваний. Также вовремя не оказанная помощь одинокому пожилому человеку, если он живёт один, например, если у него случился инсульт (при ишемическом инсульте помощь нужно оказать в течение 3 часов, а при геморрагическом инсульте в течение часа) и он оказался парализован и не может пошевелиться и вызвать скорую, или сломал ногу, потерял сознание (солнечный удар, ударился головой, потерял много крови в результате ранения)… Поэтому одиноким пожилым людям нужно общение с людьми, с родственниками, друзьями, соседями, чтобы окружающие знали о состоянии здоровья пожилого человека, всегда иметь под рукой телефон, чтобы вызвать вовремя скорую помощь, возможно также переселение в дом престарелых. Постельный режим вреден для здоровья пожилых людей, нужно двигаться, чтобы не было тромбов, пролежней, атрофии мышц, плохая работа сердца и лёгких, пневмония, поэтому пожилым людям нужно двигаться, пить 1 литр воды в день, каждые 2 часа менять положение тела от пролежней или противоположенный матрасс, массаж, упражнения для ног и рук, сидеть на кровати, снятие гипса только врачом, пить антикоагулянты от тромбов.
Старение, как правило, связано с многочисленными метаболическими и физическими изменениями, которые повышают восприимчивость к ряду хронических состояний (заболеваний), увеличивают риск инвалидности и снижают качество жизни.

## Причины, почему не все люди доживают до старости
Алкоголизм, употребление табака (в том числе и некурительных табачных изделий и электронных сигарет), наркомания, убийства и самоубийства, ожирение, злокачественные новообразования, сердечно-сосудистые заболевания, инфекционные заболевания, гельминтозы, инфаркты, инсульт, ДТП, терроризм, несчастные случаи, пожары, отравления, войны, стихийные бедствия, голод, кахексия и обезвоживание, техногенные катастрофы, очень редко — лучевая болезнь.

## Профилактика болезней в старости

### Физкультура и спорт в старости

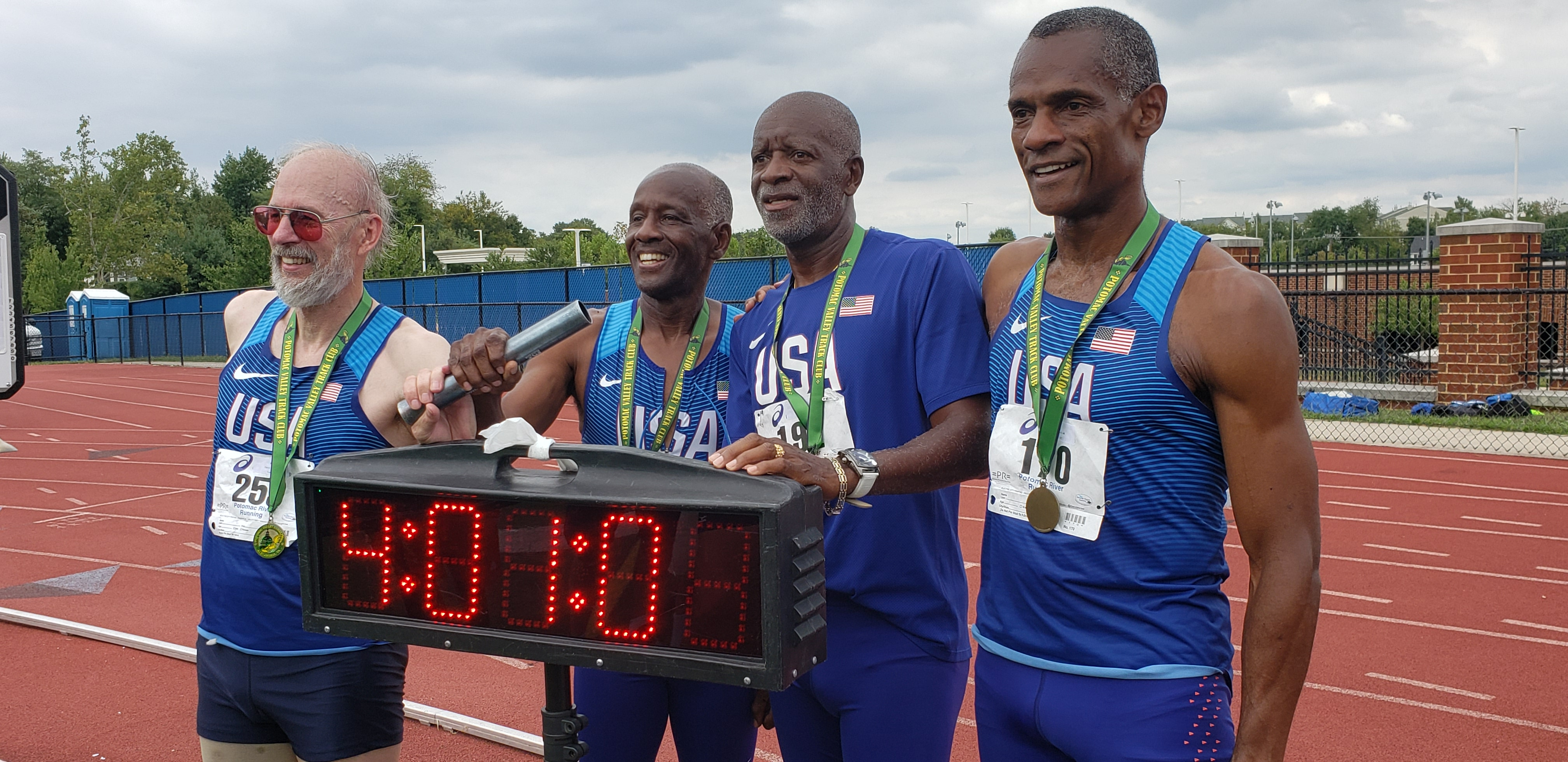
Пожилые спортсмены

Регулярные занятия физкультурой, в том числе силовые тренировки, эффективно улучшают большинство аспектов качества жизни. Силовые тренировки не только поддерживают и увеличивают силу рук и ног, они также уменьшают число случаев (эпизодов) депрессии у пожилых людей, также это профилактика старческой немощи и переломов, раньше было заблуждение, что пожилым людям поздно тренироваться и наращивать мышечную массу, но многочисленные исследования доказали, что это ошибка.

#### Известные спортсмены-долгожители

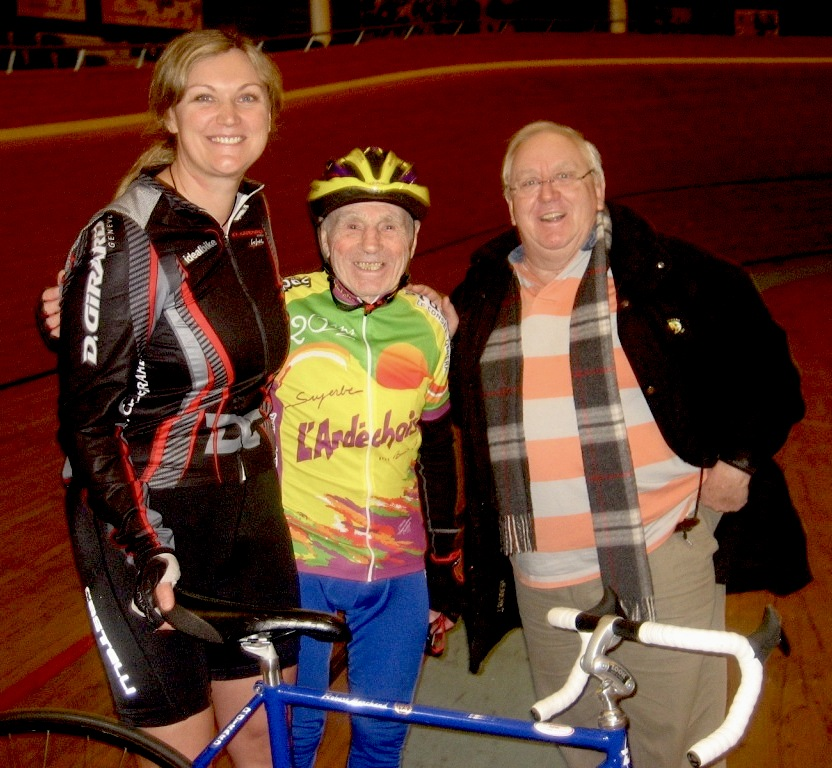
Самый возрастной велоспортсмен Робер Маршан в возрасте 100 лет (2012 год)

- Робер Маршан (1911—2021) — самый возрастной велоспортсмен, прожил 109 лет, участвовал в велоспортивных соревнованиях в возрасте более 100 лет, только в последний год жизни прекратил ездить на велосипеде из-за потери слуха, но занимался на велотренажёре.[31]

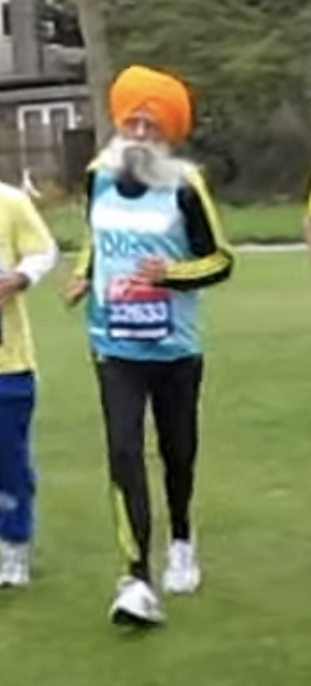
Бегун Фауджа Сингх в 2012 году, в возрасте 101 год

- Фауджа Сингх ( 1911-2025) — бегун, последний раз участвовал в марафоне в 2016 году, в возрасте 105 лет.
- Александр Каптаренко (1912—2014) — игрок в настольный теннис, прожил 102 года, до последних дней участвовал в соревнованиях, в декабре 2013 года стал старейшим в истории Олимпийских игр участником эстафеты олимпийского огня.

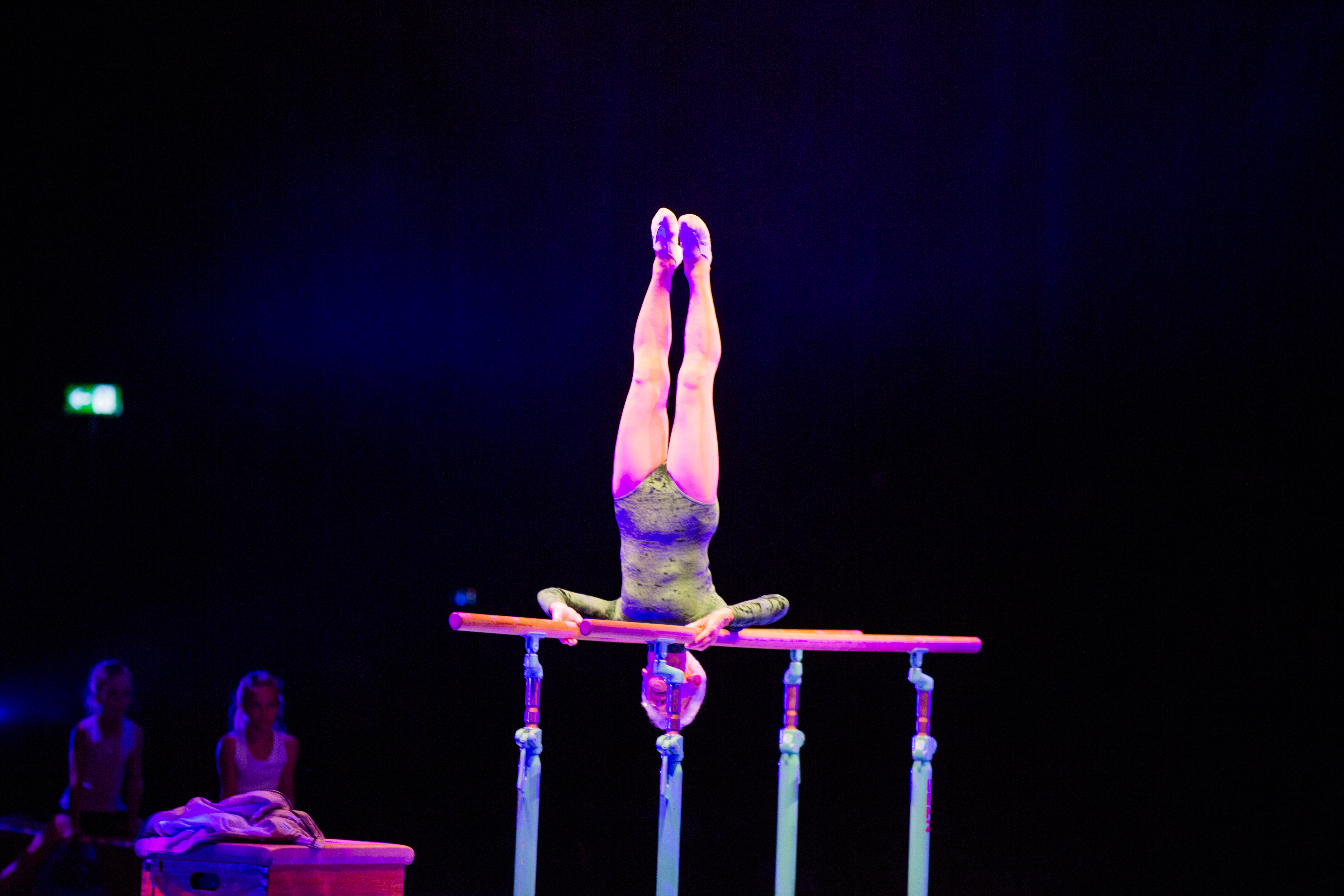
Самая пожилая гимнастка Йоханна Кваас в 2017 году в возрасте 91 год

- Йоханна Кваас (род. 1925) — самая возрастная гимнастка.

### Танцы и старость
Танцы могут продлить жизнь, способствуют хорошему настроению и помогают поддерживать хорошую физическую форму в старости и возможно выглядеть моложе своих лет. Поэтому танцевальные вечера устраивают в домах престарелых.

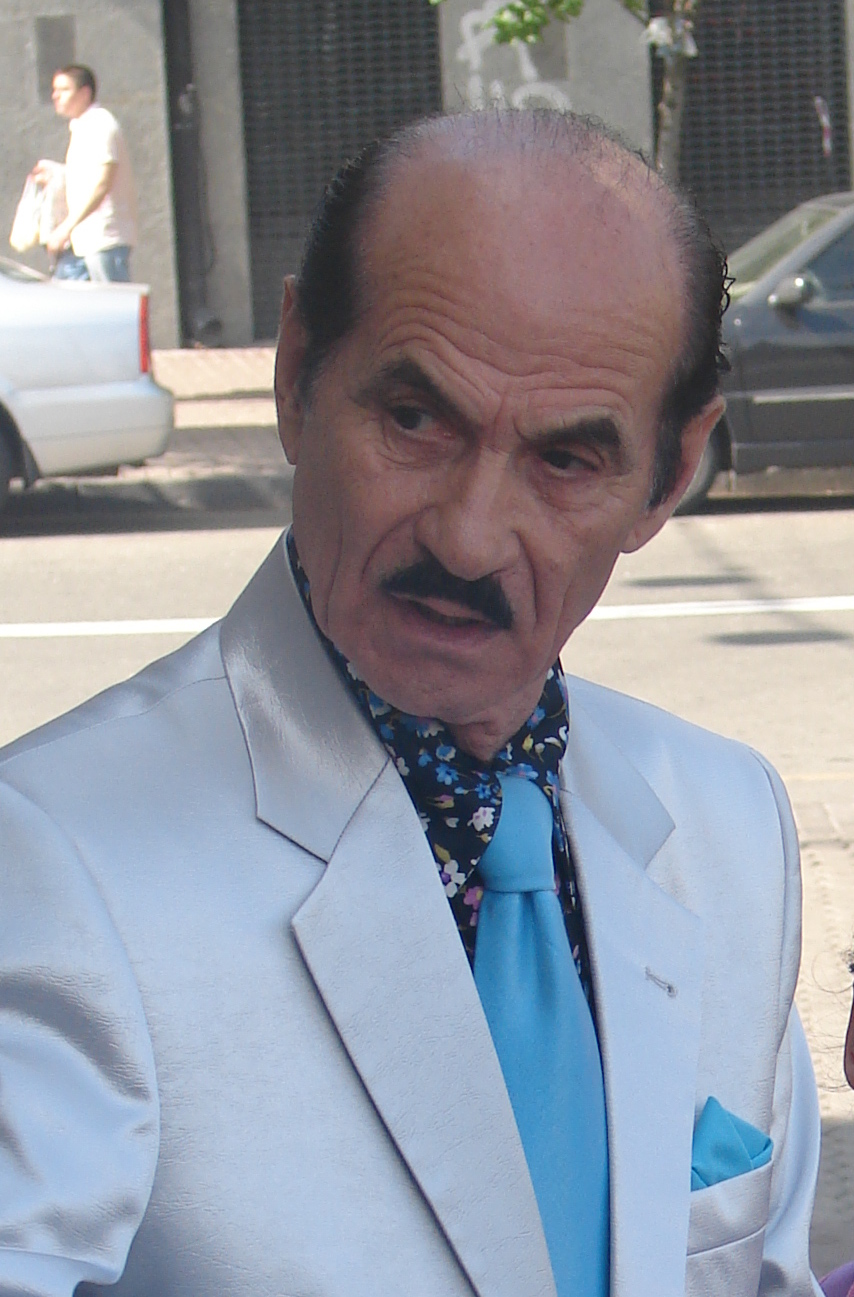
танцор и хореограф Григорий Чапкис в возрасте 80 лет

### Медицина
Полное обследование организма (чекап), подробный медосмотр раз в полгода или год для выявления онкологии и других заболеваний на ранних стадиях, контроль артериального давления, сахара в крови, домашняя аптечка с необходимыми лекарствами, каждодневная связь с родственниками и не стесняться вызывать врача при проблемах со здоровьем. При проблемах с памятью не лишними будут браслеты с GPS и адресом проживания, телефоном для быстрого нахождения пожилого человека, для профилактики потери памяти нужно решать кроссворды, учить языки, стихи, решать математические задачи.

#### Дискриминация врачами пожилых людей (эйджизм)
Известно, что иногда врачи отказываются лечить зубы пожилым людям и предпочитают их удалять или отказываются делать им необходимую операцию. Такую проблему решают жалобами главным врачам и прочим ответственным.
Также случается, что врачи предпочитают помочь в первую очередь более молодым пациентам, полагая, что пожилой человек, например, безнадёжно болен. Нормализация такого поведения способствует распространению эйджизма.

#### Приспособления облегчающие жизнь в старости

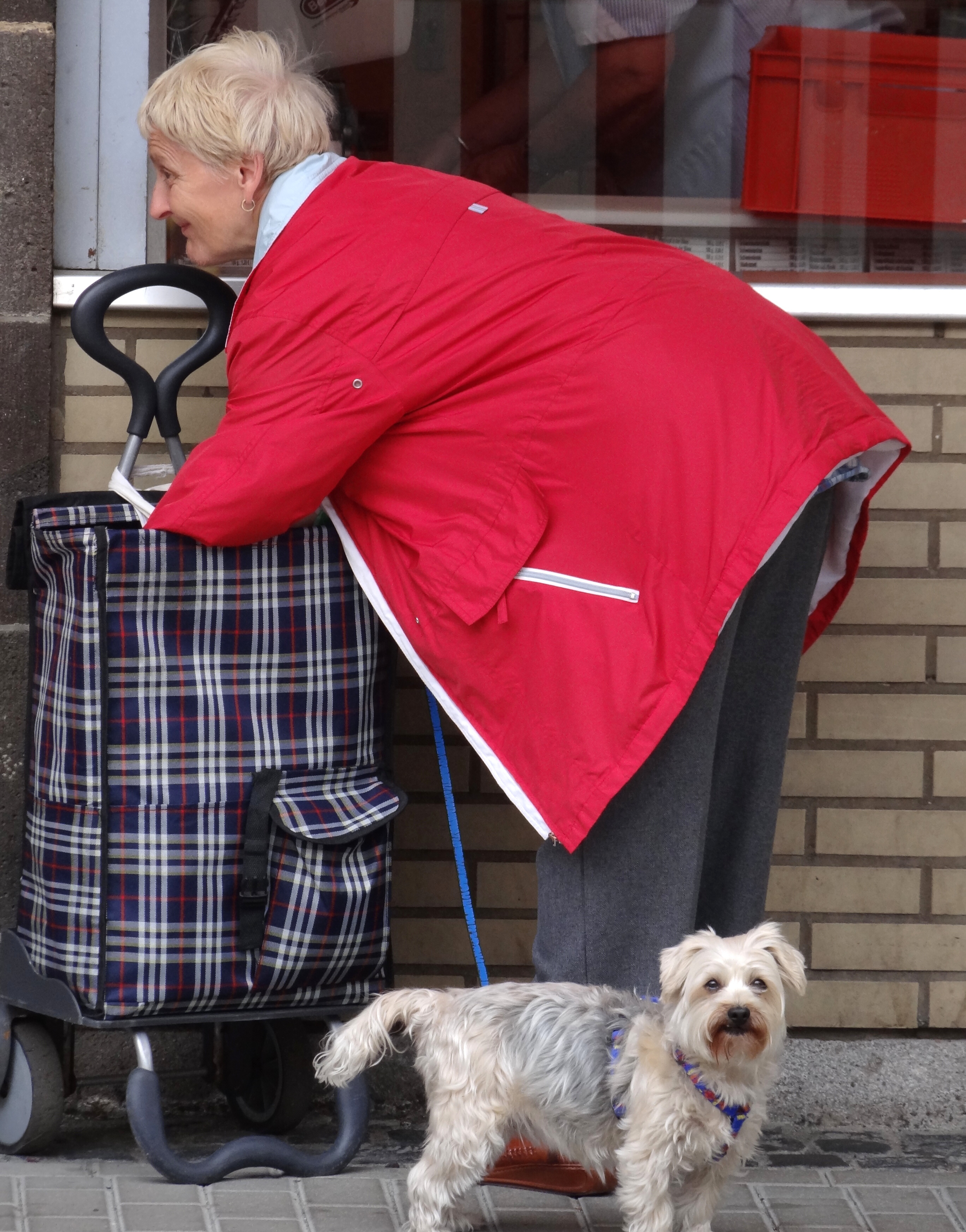
Сумка на колесах

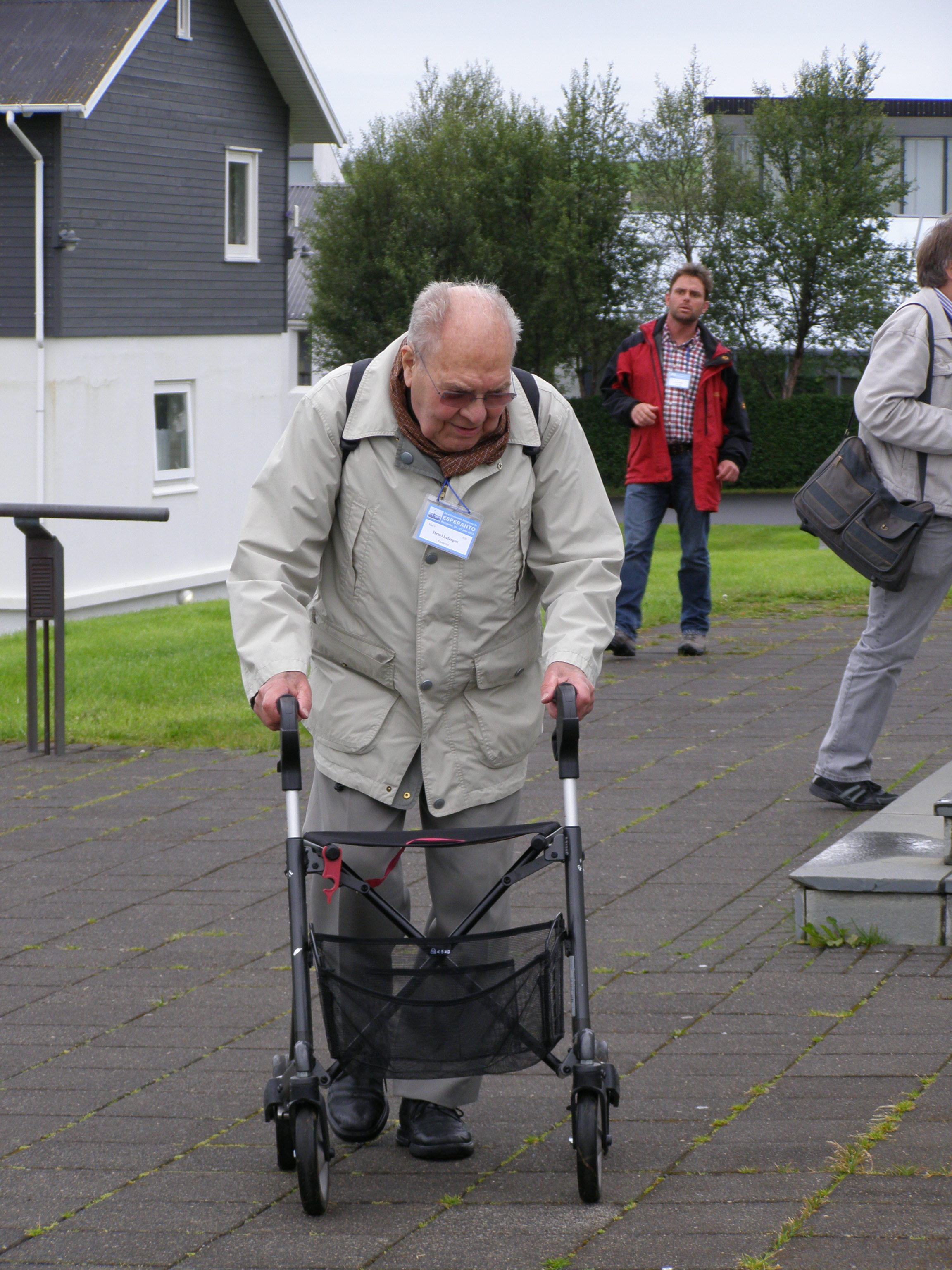
Пожилой мужчина с ролятором

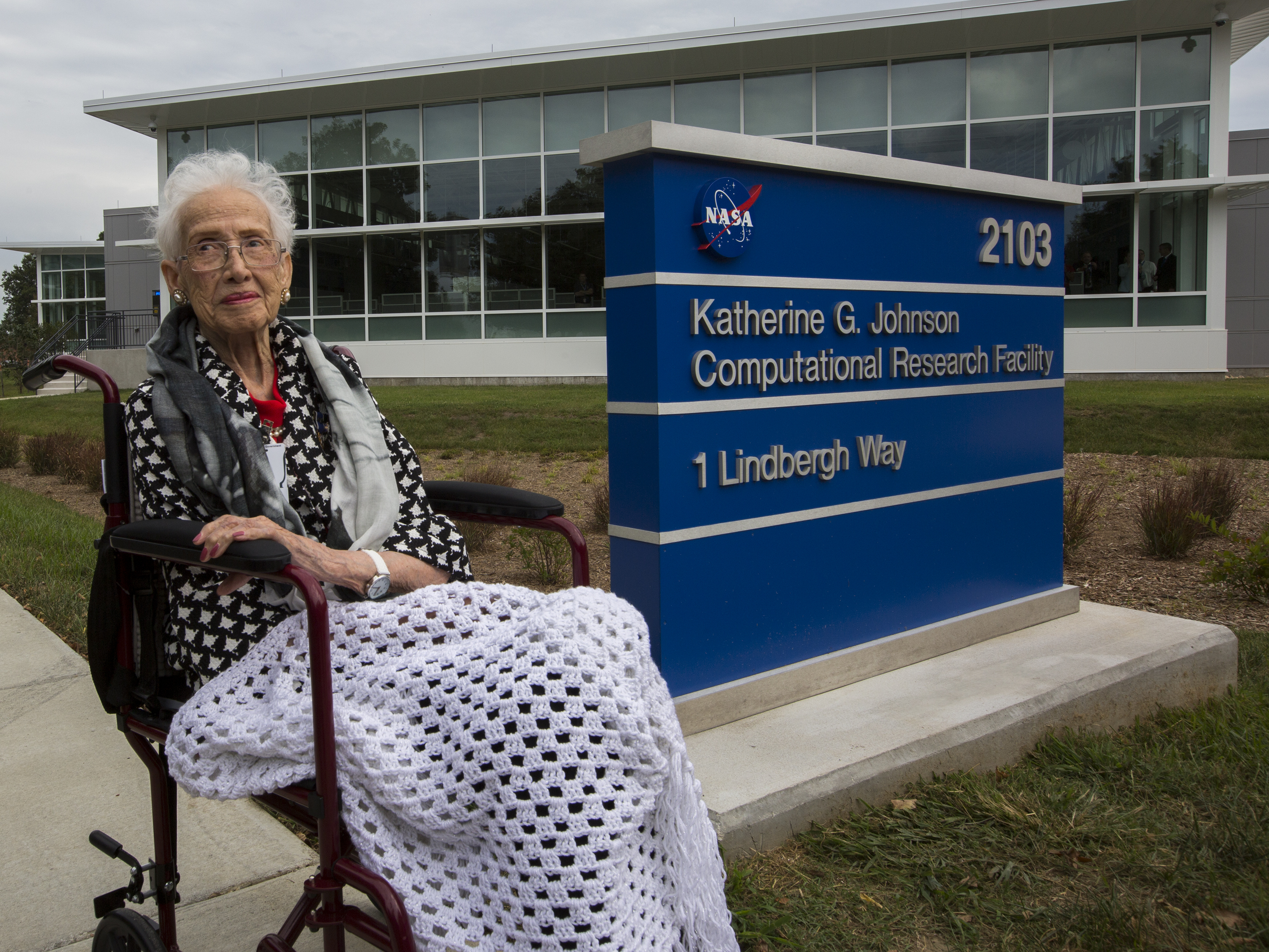
99-летняя женщина в инвалидном кресле

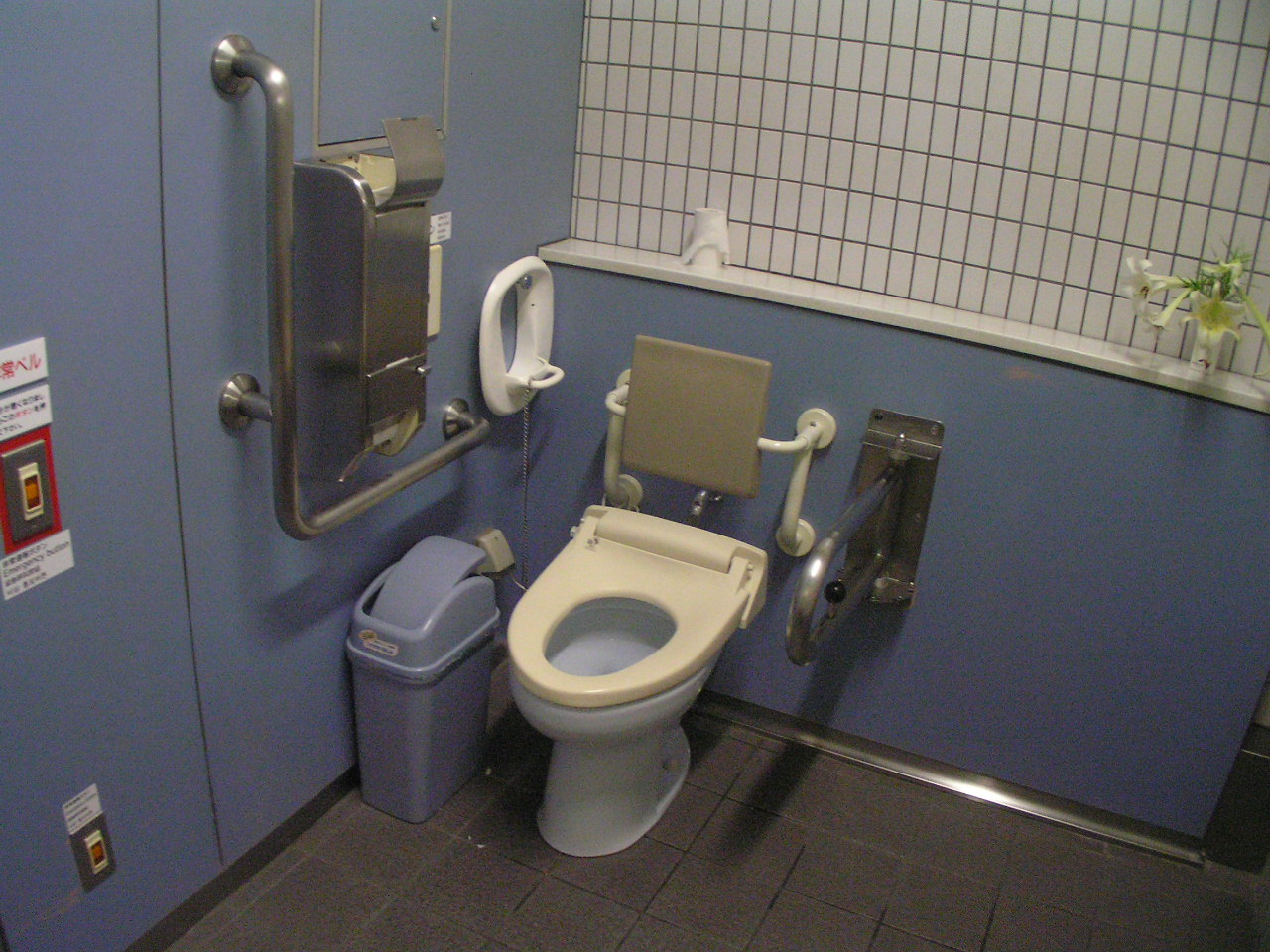
Туалетная комната с поручнями, которые помогают вставать пожилым людям с больными ногами

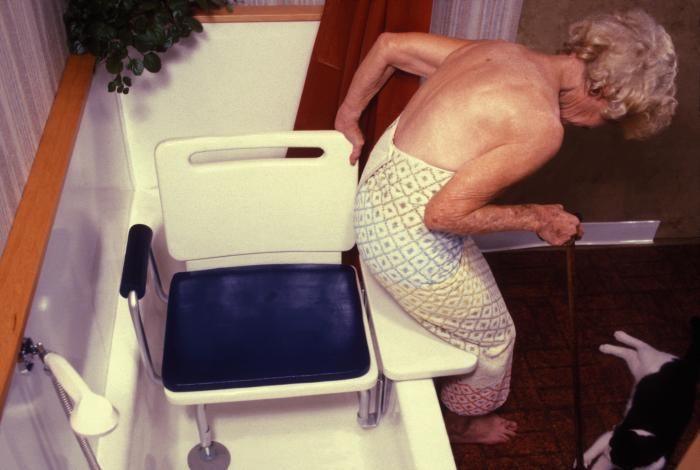
Стул для ванной

Трости, ходунки, роляторы помогают ходить пожилым людям с больными ногами, часто нужны и инвалидные коляски, в домах нужны большие широкие лифты для колясок и людей с ходунками и пандусы, для облегчения походов на рынок и в магазины, нужны сумки на колёсах и тележки. Поручни в ванной и туалете, высокое сиденье унитаза, ступеньки с поручнями для ванной, поручни для душа, стул для ванной, чтобы купаться сидя. Поручни на лестничной площадке с двух сторон. Труба-поручень над кроватью, поручни возле кровати для вставания пожилых людей с ослабленными мышцами ног и туловища, стулья или кресла на кухне вместо табуреток. Мягкие и хорошо закреплённые ковры на пол, электрические провода не должны быть на полу, чтобы старики не ломали себе руки и ноги, так как, переломы ног могут привести в итоге к смерти. Для стариков с недержанием мочи есть памперсы для взрослых, кресло-туалет. Прочные и устойчивые стулья с подлокотниками и подставкой для ног. Для тщательного пережёвывания пищи и избежание проблем с желудочно-кишечной системой пожилым людям нужно стоматологическое протезирование. Пожилым людям с плохим слухом нужны слуховые аппараты или кохлеарные импланты.
Для борьбы с плохим зрением используют очки, увеличительные стёкла, а также замену хрусталиков на искусственные (так же, как при катаракте). Для продления жизни пожилых людей при необходимости проводят операции по установке кардиостимуляторов, стентирование, шунтирование, операции при переломах для быстрого заживления костей особенно при переломах ног и другие хирургические процедуры.

### Пластические операции в старости
Пожилой возраст — это не обязательно морщины и плохой внешний вид. Благодаря пластическим операциям, ботоксу, филлерам, уходу за кожей, имплантации зубов современные обеспеченные пожилые люди могут выглядеть намного моложе своих лет. Подобные процедуры улучшают настроение и самовосприятие пожилых людей. Тем не менее, есть некоторая доля людей в возрасте, которые хорошо выглядят и без операций. В соответствии со статистикой у обеспеченных людей больше шансов дожить до 90 лет и старше.

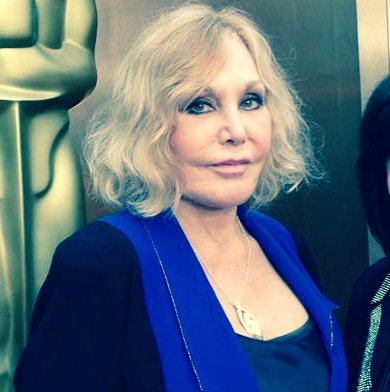
Актриса Ким Новак в возрасте 81 год.
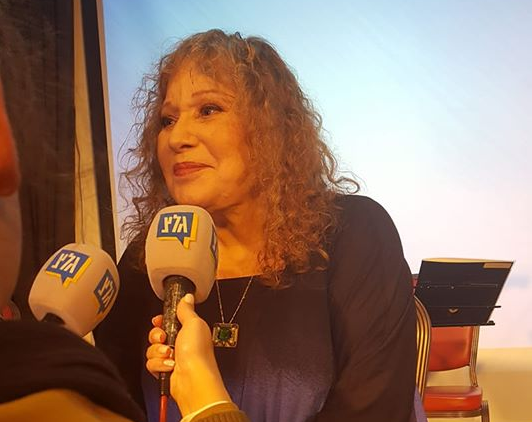
Израильская певица в возрасте 90 лет
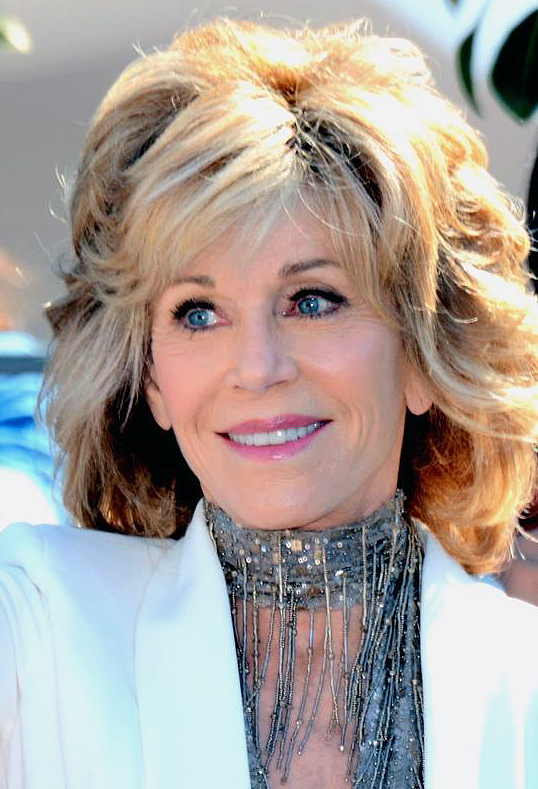
Джейн Фонда в возрасте 78 лет
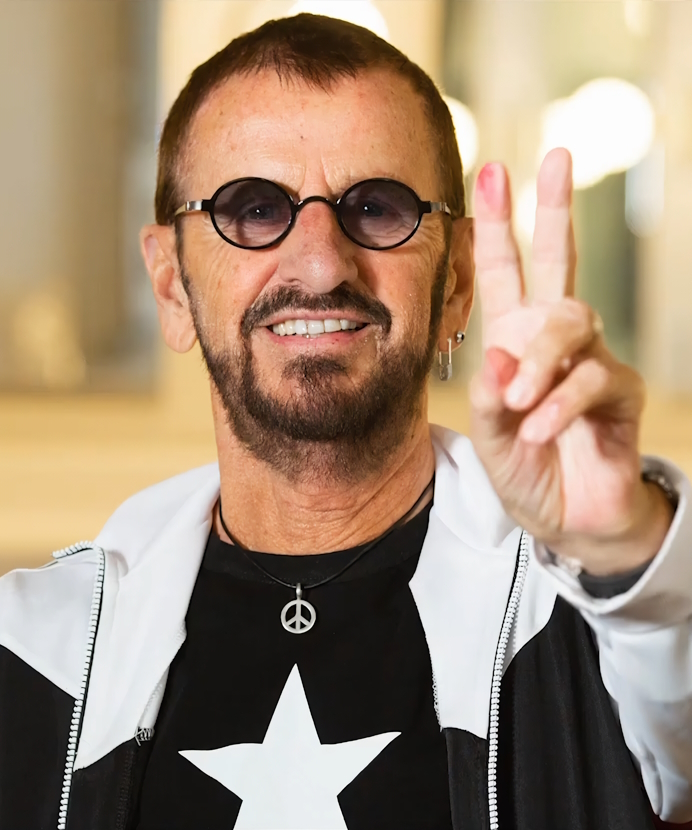
Ринго Старр в возрасте 79 лет

## Костюмы для симуляции старости

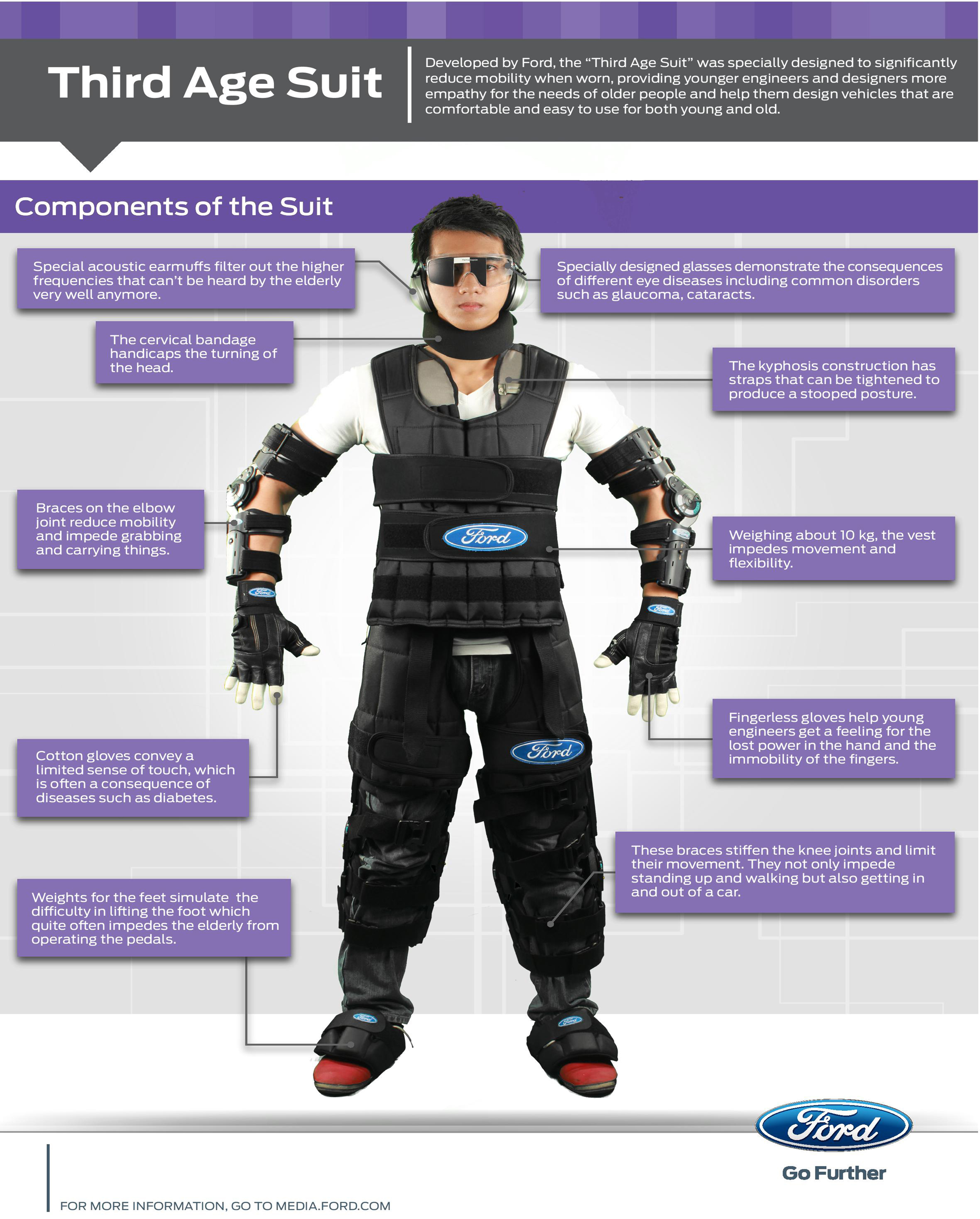
Костюм третьего возраста — костюм для имитации пожилого возраста

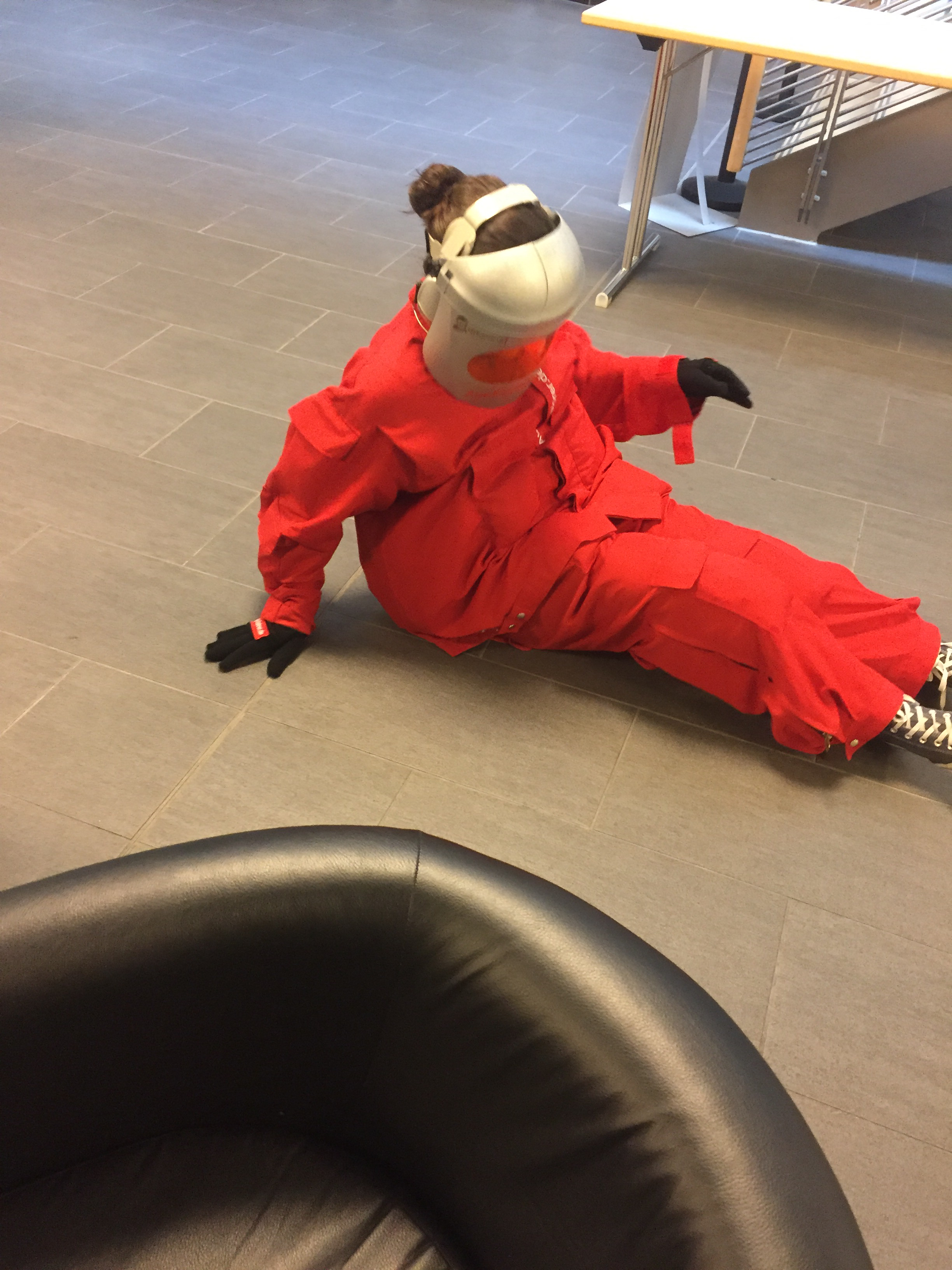
Женщина в костюме для имитации пожилого возраста

В 1970-е годы появились костюмы для симуляции старости, позволяющие молодым людям почувствовать себя стариками. Подобные эксперименты полезны для геронтологов, производителей товаров для людей преклонного возраста, а также для улучшения безопасности дорожного движения. Эти костюмы в числе прочего могут имитировать болезнь Альцгеймера, состояние после инсульта и другие болезни.

## Долголетие
Люди старше 90 лет считаются долгожителями. В прессе чаще долгожителями называют, тех, кто дожил до 100 лет.

### Супердолгожители
Люди старше 110 лет считаются супердолгожителями, до такого возраста доживают немногие.
- Список живущих 110-летних долгожителей

## Болезни пожилого возраста
- Старческий склероз
- Старческий маразм
- Старческая деменция
- Старческая немощь

## Особенности лечения
Естественная морфофункциональная инволюция организма при старении сопровождается регрессом гомеостаза, который приводит к изменению фармакодинамики, фармакокинетики и токсичности лекарственных средств. Возрастные изменения в структуре и функционировании органов и систем, изменение плотности и чувствительности рецепторов, ухудшение регуляции гомеостатических механизмов и снижение врожденного иммунитета приводят к изменению фармакокинетики и фармакодинамики лекарственных средств. В пожилом и старческом возрасте отмечено как снижение, так и повышение чувствительности к лекарственной терапии. Кроме того, пожилой и старческий возраст ассоциируются с потенциальным риском полиморбидности (наличие двух или более хронических заболеваний) и полипрагмазии. Высокий риск развития осложнений при применении лекарственных средств является серьезной проблемой, особенно у пациентов пожилого и старческого возраста, на долю которых приходится бо́льшая часть потребления рецептурных препаратов в России и за рубежом. Количество госпитализаций, связанных с развитием нежелательных реакций при лекарственной терапии у пациентов старших возрастных групп, по меньшей мере в 2–4 раза выше, чем у пациентов молодого и среднего возраста.

## Дома престарелых
Несмотря на отрицательный имидж домов престарелых, в них зафиксированы рекорды долголетия, например: французская долгожительница Жанна Кальман (1875—1997) последние 12 лет своей жизни жила в доме престарелых и прожила рекордные 122 года, японская долгожительница Канэ Танака (1903—2022) также пребывала в доме престарелых, умерла в возрасте 119 лет.

## Бесплатная доставка медикаментов и товаров
Многие магазины предлагают бесплатную доставку для пенсионеров и людей с ограниченными возможностями, существуют волонтёрские организации, которые занимаются бесплатной доставкой еды и медикаментов для инвалидов и пожилых людей.

## Инвалидность в пожилом возрасте
Можно оформить инвалидность и в пожилом возрасте по состоянию здоровья. Несмотря на наличие пенсии по старости, инвалидность даёт социальные льготы, скидки на лекарства и другие преференции.